# Алемпијевић
Алемпијевић је српско презиме. Познати људи са овим презименом су:
- Александар Алемпијевић (1988), фудбалер
- Предраг Алемпијевић (1970), фудбалер